# NGC 3616
NGC 3616 est une entrée du New General Catalogue qui concerne un corps céleste perdu, ou inexistant dans la constellation du Lion. Cet objet a été enregistré par l'astronome germano-britannique William Herschel le 8 avril 1784.